# リリー・ボールペール
リリー・ボールペール（Lily Beaurepaire、1893年9月15日-没年不明）はオーストラリアの女子競泳選手、飛び込み競技選手。ビクトリア州ローン出身。兄のフランク・ボールペールも競泳選手でオリンピックでメダルも獲得している。
1920年のアントワープオリンピックに出場し、飛込競技の10メートル高飛び込みと競泳競技の100メートルと300メートルの自由形に出場した。この大会ではオーストラリア選手団唯一の女性であった。